# Mouffy
Mouffy ist eine französische Gemeinde mit 133 Einwohnern (Stand: 1. Januar 2022) im Département Yonne in der Region Bourgogne-Franche-Comté (bis 2015: Burgund). Die Gemeinde gehört zum Arrondissement Auxerre und zum Kanton Vincelles (bis 2015 Kanton Courson-les-Carrières).

## Geografie
Mouffy liegt im Süden der Landschaft Puisaye, etwa 19 Kilometer südsüdwestlich von Auxerre. Umgeben wird Mouffy von den Nachbargemeinden Migé im Norden und Nordosten, Charentenay im Osten, Courson-les-Carrières im Süden sowie Merry-Sec im Westen.

## Bevölkerungsentwicklung
| Jahr                      | 1962 | 1968 | 1975 | 1982 | 1990 | 1999 | 2006 | 2013 |
| Einwohner                 | 115  | 123  | 101  | 107  | 89   | 90   | 113  | 137  |
| Quelle: Cassini und INSEE |      |      |      |      |      |      |      |      |

## Sehenswürdigkeiten

Kirche Saint-Martin

- Kirche Saint-Martin